# Ginevra Corinaldesi
Ginevra Corinaldesi (Serra San Quirico, 2 aprile 1904 – Fermo, 28 gennaio 1997) è stata una medica italiana, prima donna a svolgere il ruolo di medico condotto nelle Marche e tra le prime in Italia.

## Biografia
Nasce da Radegonda Gengaroli, maestra elementare, e da Alfredo Corinaldesi, medico veterinario, che fu anche eletto nel 1906 Sindaco di Serra San Quirico (An). Ha un fratello più grande, Enrico, anche lui medico. La famiglia, che la sostiene e accompagna nelle sue scelte, le trasmette valori saldi: la madre una fede concreta e vissuta, il padre il senso profondo di giustizia, democrazia e libertà di pensiero. Nella prima infanzia è colpita dalla poliomielite, a cui sopravvive, ma che la rende claudicante. 

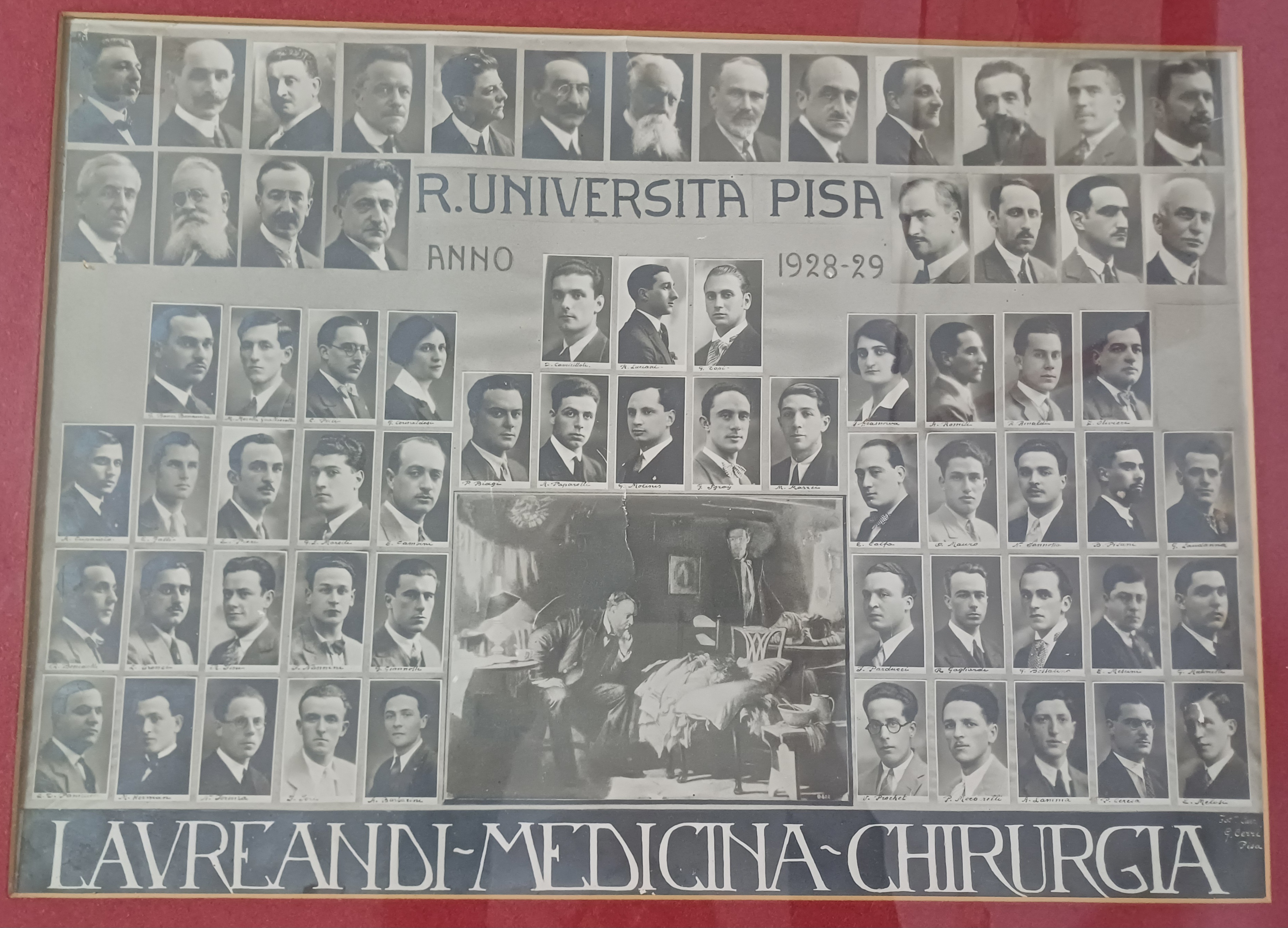
Laureati nel 1929

Frequenta a Jesi il liceo classico; iscritta nel 1923 al corso di laurea in Medicina e Chirurgia presso l'Università di Camerino, si laurea il 18 luglio 1929 a Pisa, con una tesi dal titolo "Tecnica della filtrabilità del virus tubercolare" e con la votazione di 110/110. Quell'anno a Pisa si laurearono solo 2 donne su 46 laureati.
Il 24 aprile 1930 sposa Vincenzo Bernabucci, nato a Serra San Quirico con cui ha 7 figli, il primo dei quali muore al momento del parto.

## Vita professionale
A 26 anni è nominata medico condotto a Montelparo, prima come supplente poi partecipando a un concorso pubblico nel 1935. Non mancano gli ostacoli: denuncia, portandone le prove, falsi e atti irregolari per favorire un altro medico concorrente e, non ricevendo alcuna risposta, scrive a Mussolini per informarlo dei fatti e ottiene giustizia. Esercita la professione nel paese per venti anni. 

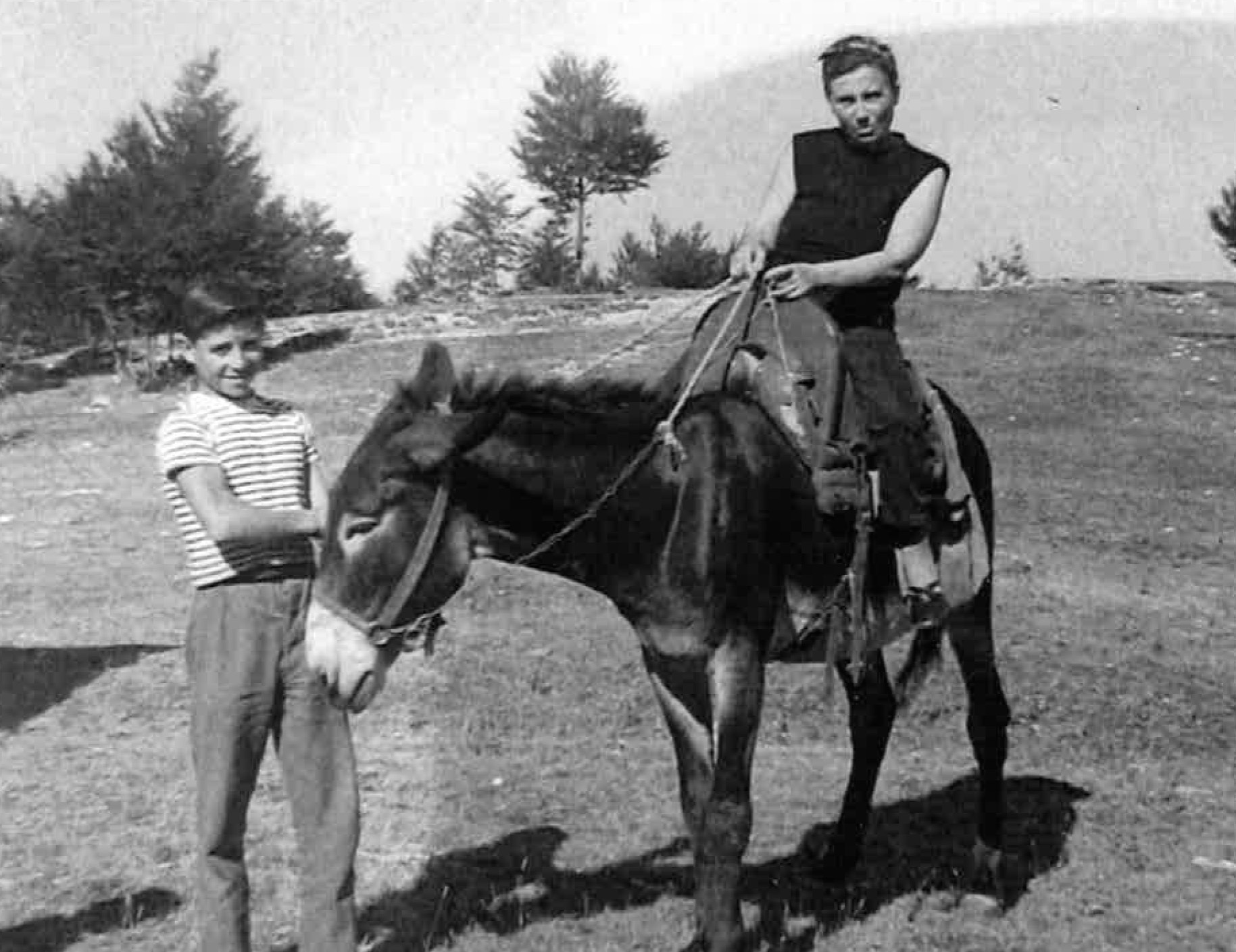
A dorso di un mulo per andare a visitare un malato

Nel 1930 Montelparo aveva oltre 2.000 abitanti, era “un paese privo di strade, di acqua, di luce elettrica, di farmacia. La farmacia più vicina si trovava a 5 km di distanza, gli ospedali attrezzati di Amandola e Montegiorgio distavano rispettivamente 20 e 35 km. Le strade di campagna erano tutte mulattiere e durante l’inverno la neve ricopriva tutto per diversi mesi”. Lei si trova spesso a  dover  raggiungere pazienti lontani, a piedi, a dorso di mulo o su una “tregghia”, una sorta di slitta  rudimentale tirata dai buoi.
Vista l’estensione del territorio in cui esercita la condotta, attiva una rete di volontari, vere e proprie “squadre di pronto soccorso”, a cui insegna i principali interventi di emergenza, come nel caso di ferite profonde o traumi, tra i più frequenti incidenti nel lavoro dei campi, da praticare in attesa dell’arrivo del medico. Organizza “staffette”, con i paesani più giovani, per poter trasferire i pazienti più gravi, che necessitano di interventi complessi, negli ospedali più vicini. Nel frattempo, attrezza il piccolo ospedale locale con 12 letti, dove può trattenere quei pazienti che hanno bisogno di cure ma sono distanti dal paese, per far fronte alla fase più acuta della malattia.

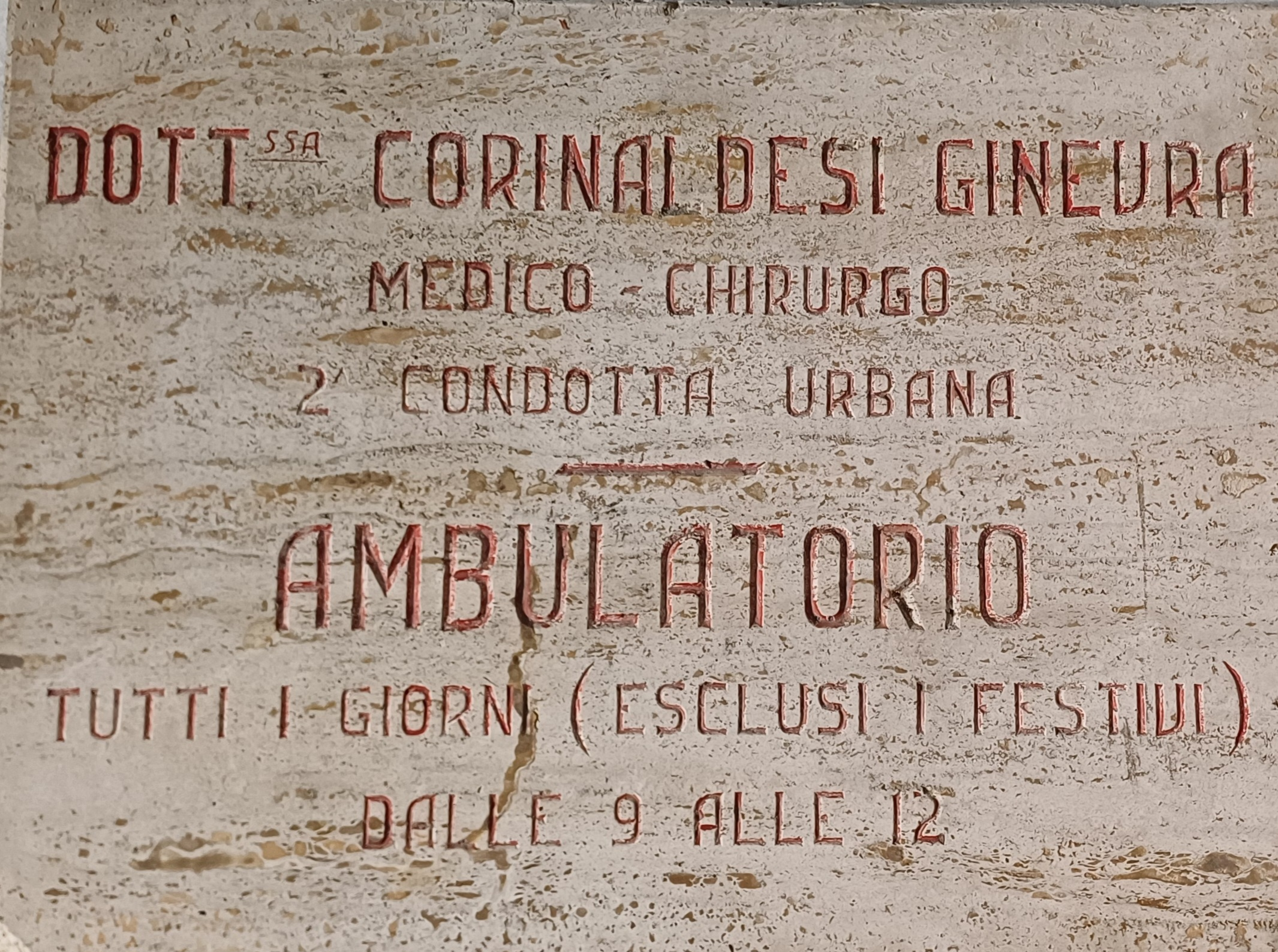
Targa con gli orari dello studio medico di Ginevra Corinaldesi

Gli abitanti in principio sono diffidenti e restii ad accettare come medico una giovane donna, ma grazie alla sua umanità e serietà professionale riesce a farsi stimare, accettare e a farsi aiutare e sostenere. Anche dopo molti anni che ha lasciato la condotta di Montelparo, i suoi pazienti la raggiungono a Fermo per chiederle visite e consigli anche extraprofessionali.
Nel 1950 vince una delle condotte mediche di Fermo, dove si trasferisce con tutta la famiglia; rimane in servizio fino al 1971 quando andrà in pensione. Come ufficiale sanitario svolge anche il ruolo di medico del carcere e medico scolastico.

## Il volontariato
E' tra i fondatori a Fermo della sezione Aniep lavora attivamente per favorirne la nascita e alla sua costituzione, il 18 dicembre 1960, viene nominata Consigliera. Sostiene con forza il diritto delle persone con disabilità a vivere un’esistenza piena e partecipe nella società, senza pietismi. Va in questa direzione la lettera aperta al presidente nazionale, pubblicata nella rivista dell’Associazione:
("Lettera aperta al presidente nazionale Aniep”, La voce dei Poliomielitici, luglio 1962)
Gli esiti della poliomielite segnano profondamente la sua vita, ma questa condizione la spingerà anche a non arrendersi e a trasformare in risorsa ciò che appare un limite, orientando le proprie scelte professionali e tutto il suo agire nella società civile. 
(Ginevra Corinaldesi, Intervista a Radio Fermo Uno,)
In pensione dal 1° gennaio 1971, continua a svolgere attività di volontariato, mostrando sempre particolare attenzione al mondo femminile e alla sua emancipazione. Si dedica agli anziani, creando ancora una volta una rete solidale informale, che coinvolge anche persone della sua stessa età perché chi è più autonomo possa aiutare chi lo è meno. Negli anni ‘80 -‘90 collabora con il consultorio “Famiglia Nuova” di Fermo, organizzando corsi informativi sulla salute dell’anziano e per la famiglia, intervenendo anche nelle scuole, dove porta oltre che la sua esperienza professionale, anche quella di donna. Partecipa a conferenze e convegni e, sia nei confronti pubblici che nelle riflessioni scritte, affronta temi etici come l'eutanasia, l'aborto, la condizione delle ragazze-madri, l'emarginazione e la disabilità. 
È medico per vocazione e nella sua scala di valori il malato, il più debole, l'ultimo, è visto come il primo. Il rispetto della vita e della persona è un faro che guida il suo operato:
(“Famiglia e salute”, Relazione di apertura dell’anno sociale Acos - Associazione Cattolica Operatori Sanitari)

## Lettera di Clio Napolitano
La sua figura è stata oggetto di una ampia ricerca scolastica sulla città relativi agli anni 1944-1946 svolta da Maura Iacopini con i suoi studenti del liceo Carducci-Galilei di Fermo. Venuta a conoscenza di questa ricerca, Clio Napolitano, moglie dell'allora Presidente Giorgio Napolitano scrisse alla classe complimentandosi per la qualità dell'indagine storica svolta.

## L'Italia delle donne
In occasione del bando del Ministero per le pari opportunità L'Italia delle donne, storia incredibili di donne invisibilli, il club Soroptimist di Fermo ha proposto al Comune di candidare la sua persona. Sarà scelta lei unica marchigiana tra le 387 donne proposte a livello nazionale. La consegna del premio è avvenuta il 7 marzo 2025 al Maxxi di Roma in occasione della sottoscrizione del protocollo tra il Ministero per le pari opportunità e l'ANCI volto a "raccontare i territori attraverso la vita di figure femminili che hanno saputo valorizzarli e farli grandi, per ricostruire la memoria di quella “Italia delle donne” che attraverso la conoscenza, formazione e divulgazione può portare le comunità locali a riscoprire e valorizzare vicende e percorsi poco conosciuti".

## Riconoscimenti
- 1967ː riconoscimento di Cavaliere dell’Ordine al Merito della Repubblica Italiana
- 1988 ad Ascoli Piceno le è assegnato il Premio nazionale “Creare è donna”[19].

- 1988ː a Fermo, in occasione della XXI° Giornata dell'anziano, ha ricevuto il “Premio della bontà” da parte della Casa di riposo “Sassatelli”.

- 1996ː a Montegiorgio ha ricevuto il “Premio Plauso” assegnato dal Comune di Fermo[20].

- 2017ː le è stata intitolata una sala all’interno del palazzo del Comune di Fermo[21][22].